# Shanks & Bigfoot
Shanks & Bigfoot war der Name eines britischen Musikprojekts, bestehend aus Steven Meade und Danny Langsman. Die beiden Musiker nannten sich bei einigen Produktionen auch Doolally bzw. Kruger.

## Biografie
Bekanntheit erlangten Meade und Langsman mit dem Lied Straight from the Heart, das 1998 unter dem Namen Doolally veröffentlicht wurde und in den UK-Charts Platz 9 belegte.
Aus rechtlichen Gründen änderte das Duo seinen Namen danach in Shanks & Bigfoot und hatte einen weiteren Tophit mit Sweet Like Chocolate, das von Sharon Woolf gesungen wurde und im Frühjahr 1999 zwei Wochen lang die Spitzenposition der britischen Singlecharts belegte. Es war der erste 2-Step-Garage-Hit in England, der es bis auf Platz 1 brachte.
Der zweite und letzte Charterfolg hieß Sing-a-Long. Das Lied stieg im Sommer 2000 auf Platz 12 der englischen Hitparade. Weitere nennenswerte Erfolge gab es nicht.

## Diskografie

### Alben
- 2000: Swings and Roundabouts
- 2000: Ayia Napa – The Album (DJ-Mix, Kompilation, 2 CDs)

### Singles
- 1998: What Is My Name (als Kruger)
- 1998: Straight from the Heart (als Doolally)
- 1998: Sweet Like Chocolate
- 1998: The EP
- 2000: Sing-a-Long
- 2000: Watch This Space (als Doolally)
- 2001: Trust in Me